# Soleilmont (métro léger de Charleroi)
 (août 2022).
Si vous disposez d'ouvrages ou d'articles de référence ou si vous connaissez des sites web de qualité traitant du thème abordé ici, merci de compléter l'article en donnant les références utiles à sa vérifiabilité et en les liant à la section « Notes et références ».
La station Soleilmont du métro léger de Charleroi est une station achevée en 2012. Elle constitue le terminus définitif de l'antenne de Gilly et de Soleilmont. Elle est située en contrebas de la chaussée de Fleurus. Cette station n'était pas prévue dans les plans initiaux du métro.

## Présentation
La station est aménagée en forme de raquette, dans le même style que la station Sud avec un quai d'embarquement, un quai de débarquement, des voies de garage et une boucle de rebroussement. Une gare des bus du TEC Charleroi se situe au centre de la boucle de rebroussement, de manière à assurer une correspondance parfaite entre le métro vers Charleroi et les divers bus se dirigeant vers Fleurus, Pironchamps… Un parking de persuasion de 200 places est également mis à la disposition des navetteurs.

Une grande verrière couvre l'ensemble des quais. Un guichet du TEC est à la disposition des utilisateurs du métro et des bus. La station a été mise en service le 27 février 2012.

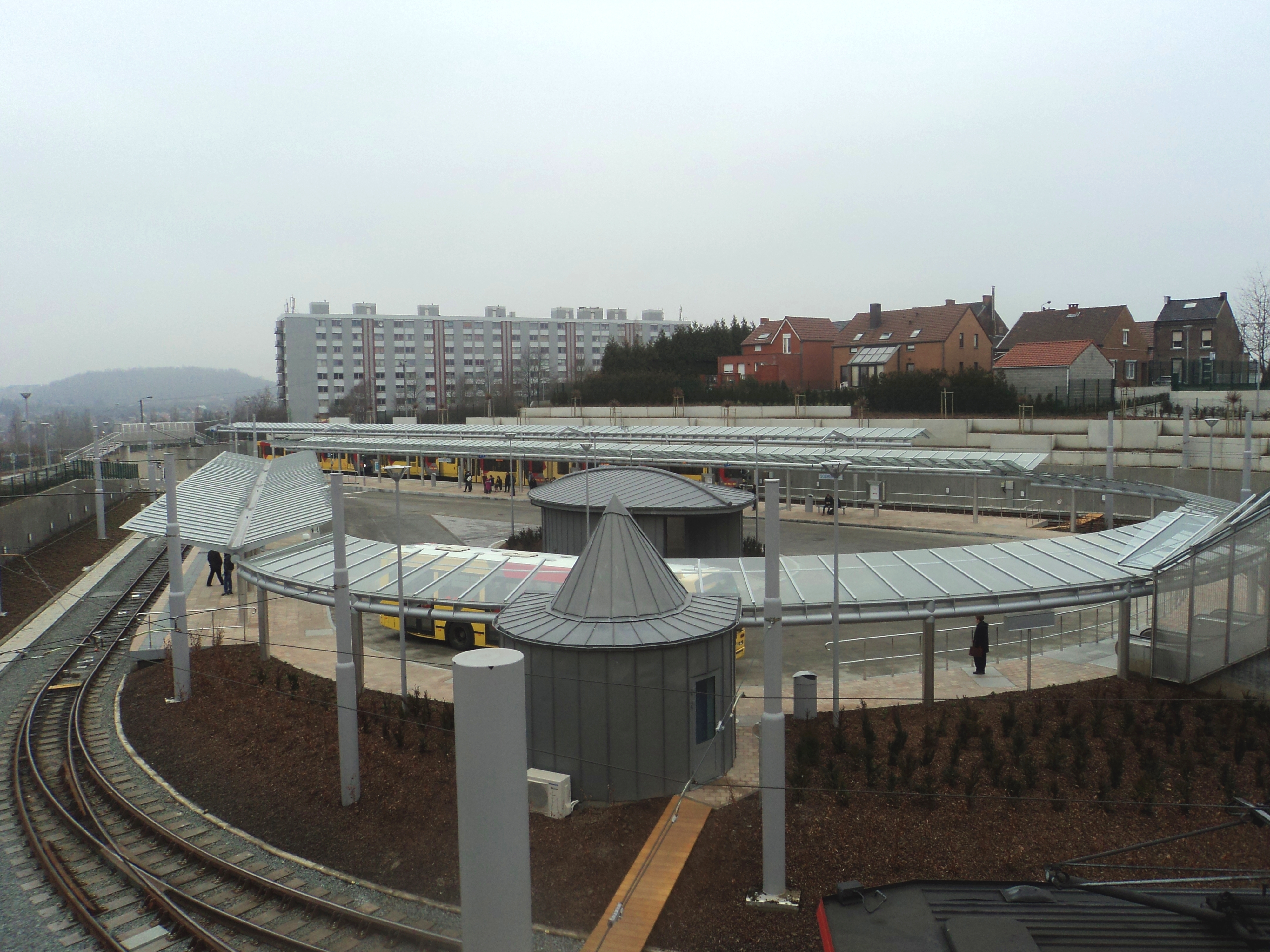
Station vu depuis la chaussée de Fleurus.
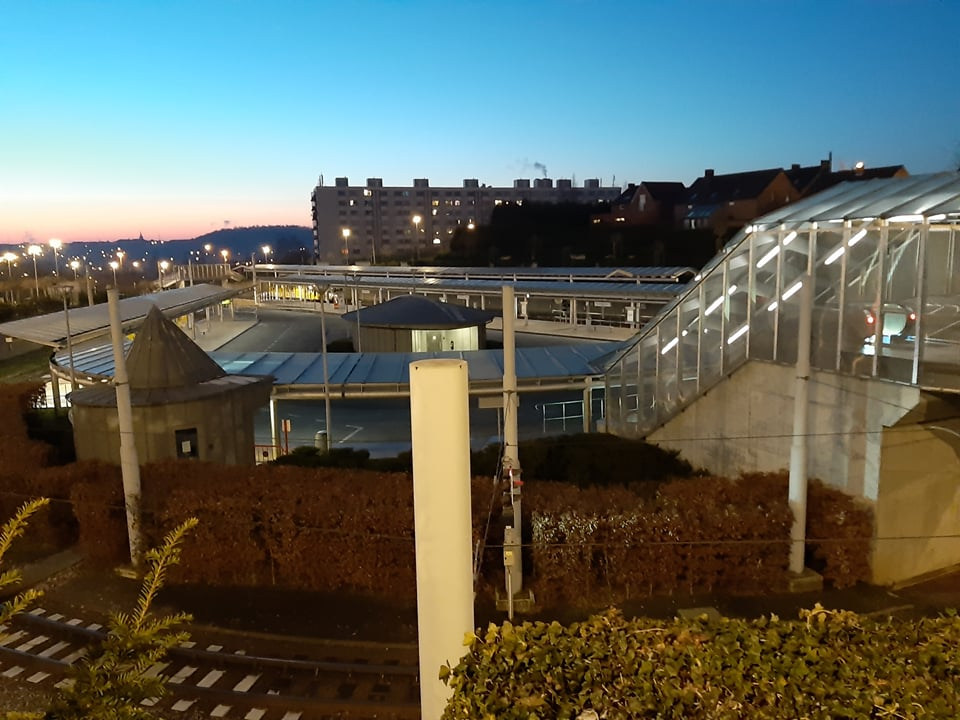
Station vu depuis la chaussée de Fleurus.(coucher de soleil)
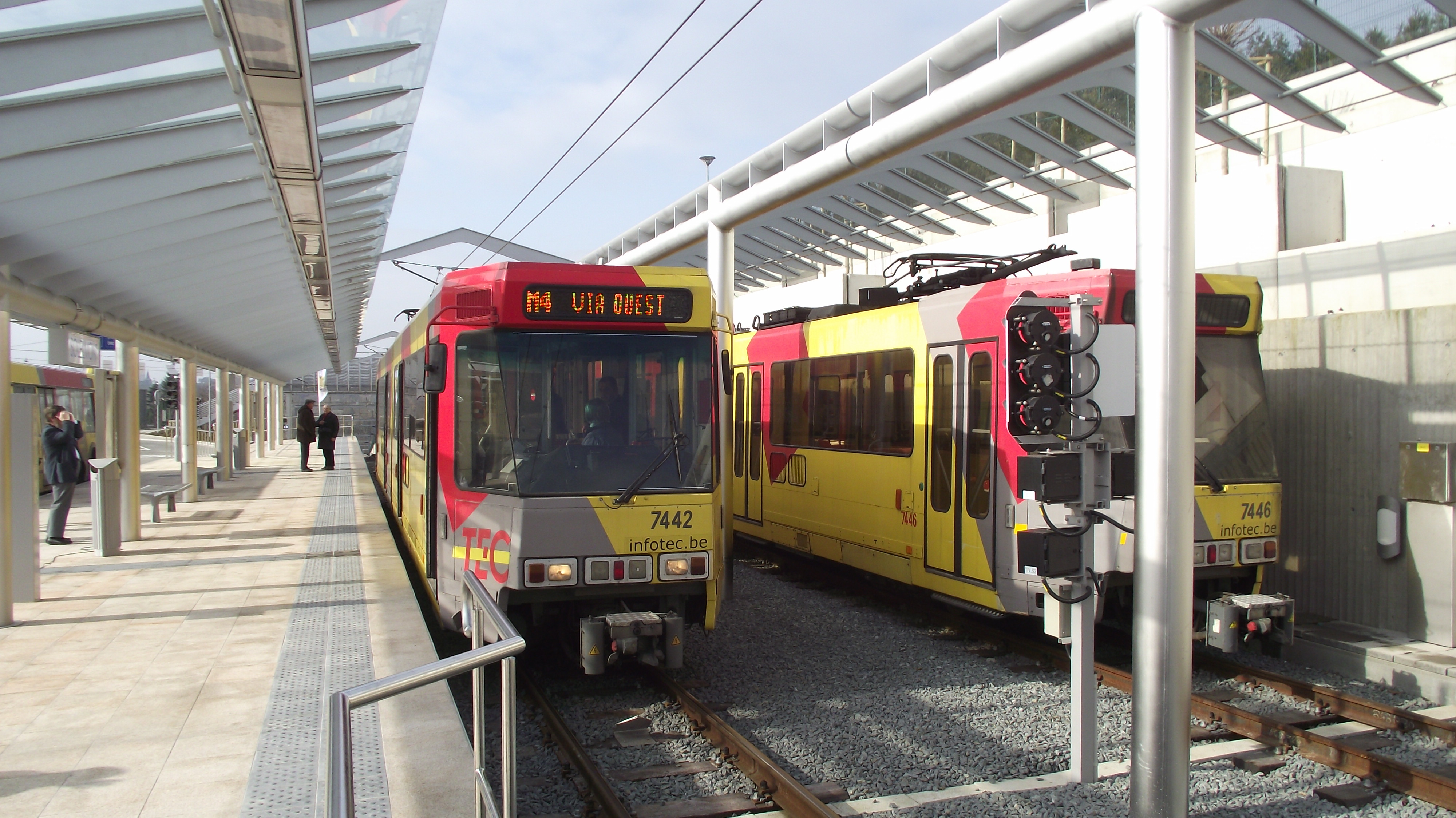
Rame en station et rame en voie de garage.